# 江風 (江風型駆逐艦)
| 第14駆逐隊。一番右が江風（1926年）。 | |
| 艦歴                                 | |
| 計画                                 | 1917年度 |
| 起工                                 | 1917年2月15日 |
| 進水                                 | 1917年10月10日                                                                                                   |
| 就役                                 | 1918年11月11日                                                                                                   |
| 除籍                                 | 1934年4月1日 |
| 性能諸元（竣工時計画）               | |
| 排水量                               | 基準：公表値 1,180トン 常備：1,300トン                                                                           |
| 全長                                 | 全長：336 ft 6 in (102.57 m) 水線長：326 ft 3 in (99.44 m)または 99.59m 垂線間長：320 ft 0 in (97.54 m)          |
| 全幅                                 | 29 ft 0 in (8.84 m)                                                                                              |
| 吃水                                 | 9 ft 3+1⁄2 in (2.83 m)                                                                                           |
| 深さ                                 | 19 ft 0 in (5.79 m)                                                                                              |
| 推進                                 | 2軸 x 400rpm 直径9 ft 6 in (2.90 m)、ピッチ12 ft 1 in (3.68 m)                                                   |
| 機関                                 | 主機：ブラウン・カーチス式オールギアードタービン (高低圧) 2基 出力：34,000馬力 ボイラー：ロ号艦本式重油専焼缶4基 |
| 速力                                 | 37.5ノット 公表値 34ノット                                                                                       |
| 燃料                                 | 重油380トン |
| 航続距離                             | 3,400カイリ / 14ノット または 2,800カイリ / 14ノット                                                             |
| 乗員                                 | 竣工時定員 127名 1928年公表値 128名                                                                              |
| 兵装                                 | 12cm単装砲3門 三年式機砲 2挺 45cm魚雷発射管 連装3基6門 魚雷12本                                                  |
| 搭載艇                               | 4隻 |
| 備考                                 | ※トンは英トン |

江風（かわかぜ / かはかぜ）は、大日本帝国海軍の駆逐艦で、江風型駆逐艦の1番艦である。艦名は初代「江風」（浦風型駆逐艦）に続いて2代目。

## 艦歴
1916年（大正5年）8月10日製造訓令。1917年（大正6年）2月15日、横須賀海軍工廠で起工。同年10月10日午後2時30分進水。1918年（大正7年）11月11日竣工。全力公試では計画値を上回る40,000馬力、39ノット強を記録した。
1934年（昭和9年）4月1日除籍。

## 艦長
※『日本海軍史』第9巻・第10巻の「将官履歴」及び『官報』に基づく。
艤装員長
- 村原彪一 少佐：1917年12月1日[9] - 1918年4月1日[10]
- （兼）村原彪一 少佐：1918年4月1日[10] -

駆逐艦長
- 村原彪一 少佐：1918年4月1日[10] - 1919年4月1日[11]
- （心得）村原彪一 少佐：1919年4月1日[11] - 12月1日[12]
- （心得）岩崎本彦 少佐：1919年12月1日[12] - 1920年12月1日[13]
- 岩崎本彦 中佐：1920年12月1日[13] - 1921年12月1日[14]
- 土田数雄 中佐：1921年12月1日[14] - 1922年5月25日[15]
- （心得）広岡正治 少佐：1922年5月25日[15] -
- 広岡正治 中佐：1922年12月1日[16] - 1923年11月20日[17]
- （心得）吉田健介 少佐：1923年11月20日[17] - 1924年4月10日[18]
- 石川哲四郎 中佐：1924年4月10日[18] - 12月1日
- 杉本嘉多雄 少佐：1924年12月1日[19] - 1926年11月1日[20]
- 坂野民部 少佐：1926年11月1日[20] - 1927年12月1日[21]
- 池田久雄 少佐：1927年12月1日[21] - 1929年9月29日[22]
- 境澄信 中佐：1929年9月29日[22] - 1929年11月30日[23]
- 中川浩 少佐：1929年11月30日 - 1931年12月1日
- （兼）村上暢之助 少佐：1931年12月1日 - 1932年4月1日